# Ebenaceae
Famille
Classification APG III (2009)
Les Ebenaceae (Ébénacées) sont une famille de plantes dicotylédones qui comprend 500 espèces réparties en deux à six genres.
Ce sont des arbres ou des arbustes principalement des régions tropicales mais qui comptent quelques espèces dans les zones tempérées. Ils constituent une importante source de bois : le bois d'ébène (Diospyros ebenum) et de fruits.
Le plaqueminier du Japon (Diospyros kaki) est cultivé sous les climats tempérés pour ses fruits (kakis) comestibles orange de la taille d'une pêche qui se récoltent en fin d'automne, saison pendant laquelle ses feuilles prennent une belle teinte rouge. Une autre espèce produisant des fruits comestibles est le plaqueminier de Virginie (Diospyros virginiana)  alors que les fruits du plaqueminier d'Europe (Diospyros lotus) ne sont plus que rarement consommés.

## Étymologie
Ce nom de famille fait partie de ceux qui, par le jeu des règles de nomenclature botanique, n’ont pas une appellation conforme à leur genre type.
En effet à l'origine le nom venait du genre Ebenus, forme latinisée du grec ἐβένη / hebenê, « ébénier (plante) ; ébène, bois noir », mot qui serait emprunté à l’égyptien et serait lui-même d’origine nubienne.
Or le genre Ebenus attribué en 1882 par Otto Kuntze sur lequel le nom de famille Ebenaceae fut basé, avait déjà été attribué par Linné en 1753 pour une plante de la famille des  Fabaceae. Le genre Ebenus de Kuntze est devenu finalement un simple synonyme du genre Diospyros du grec διός / dios, Dieu, divin, et  πυρός / pyros, blé, littéralement  « blé divin », en référence au fruit féculent du Diospyros lotus (« plaqueminier » ou « prunier-dattier ») dont le goût rappelle la datte, fruit du dattier.
Ainsi, bien que le genre Ebenus au sens de  Kuntze fut successivement appelé Maba puis Diospyros, la famille a gardé le nom Ebenaceae, le genre n'en faisant paradoxalement plus partie. Quant au genre  Ebenus au sens de Linné, il a été conservé et, conformément à son premier auteur (Linné), se réfère à des espèces de la famille des Fabaceae.

## Classification
La classification phylogénétique place cette famille dans l'ordre des Ericales et y incorpore les Lissocarpaceae.

## Liste des genres
Selon Angiosperm Phylogeny Website (12 nov. 2015) :
- Diospyros L.
- Euclea L.
- Lissocarpa (en) Bentham
- Royena L. (inclus dans les Diospyros)

Selon NCBI (12 nov. 2015) :
- Diospyros
- Euclea
- Lissocarpa
- Maba
- Royena
- Tetraclis (es)

Selon DELTA Angio (12 nov. 2015) :
- Diospyros
- Euclea

Selon ITIS (12 nov. 2015) :
- genre Diospyros L.

## Liste des espèces
Selon NCBI (28 Jun 2010) :
- genre Diospyros
  - Diospyros abyssinica
  - Diospyros andamanica
  - Diospyros apiculata
  - Diospyros artanthifolia
  - Diospyros australis
  - Diospyros austroafricana
  - Diospyros balansae
  - Diospyros batocana
  - Diospyros bejaudii
  - Diospyros bipindensis
  - Diospyros borbonica
  - Diospyros borneensis
  - Diospyros brandisiana
  - Diospyros brassica
  - Diospyros buxifolia
  - Diospyros calciphila
  - Diospyros capreifolia
  - Diospyros carbonaria
  - Diospyros castanea
  - Diospyros cathayensis
  - Diospyros cauliflora
  - Diospyros cavalcantei
  - Diospyros cayennensis
  - Diospyros celebica
  - Diospyros chamaethamnus
  - Diospyros cherrieri
  - Diospyros confertiflora
  - Diospyros consolatae
  - Diospyros cooperi
  - Diospyros crassiflora
  - Diospyros crassinervis
  - Diospyros curranii
  - Diospyros dasyphylla
  - Diospyros dendo
  - Diospyros dichroa
  - Diospyros dichrophylla
  - Diospyros dictyonema
  - Diospyros diepenhorstii
  - Diospyros digyna
  - Diospyros discolor
  - Diospyros duclouxii
  - Diospyros dumetorum
  - Diospyros ebenum
  - Diospyros ehretioides
  - Diospyros fasciculosa
  - Diospyros ferox
  - Diospyros ferrea
  - Diospyros ferruginescens
  - Diospyros filipendula
  - Diospyros fischeri
  - Diospyros flavocarpa
  - Diospyros fragrans
  - Diospyros frutescens
  - Diospyros fulvopilosa
  - Diospyros glabra
  - Diospyros glandulosa
  - Diospyros glaucifolia
  - Diospyros gracilipes
  - Diospyros guianensis
  - Diospyros insidiosa
  - Diospyros iturensis
  - Diospyros kaki
  - Diospyros kirkii
  - Diospyros kuroiwai
  - Diospyros labillardierei
  - Diospyros longifolia
  - Diospyros lotus
  - Diospyros loureiriana
  - Diospyros lycioides
  - Diospyros macrocarpa
  - Diospyros maingayi
  - Diospyros malabarica
  - Diospyros mannii
  - Diospyros maritima
  - Diospyros melanoxylon
  - Diospyros melocarpa
  - Diospyros mespiliformis
  - Diospyros mindanaensis
  - Diospyros minimifolia
  - Diospyros mollis
  - Diospyros monbuttensis
  - Diospyros montana
  - Diospyros natalensis
  - Diospyros oblonga
  - Diospyros oleifera
  - Diospyros olen
  - Diospyros oubatchensis
  - Diospyros pancheri
  - Diospyros parviflora
  - Diospyros pentamera
  - Diospyros philippinensis
  - Diospyros pilosula
  - Diospyros pseudomespilus
  - Diospyros pubicalyx
  - Diospyros puncticulosa
  - Diospyros pustulata
  - Diospyros rabiensis
  - Diospyros revolutissima
  - Diospyros rhodocalyx
  - Diospyros rhombifolia
  - Diospyros ridleyi
  - Diospyros rigida
  - Diospyros ropourea
  - Diospyros rotundifolia
  - Diospyros rubra
  - Diospyros samoensis
  - Diospyros sandwicensis
  - Diospyros sanza-minika
  - Diospyros scabrida
  - Diospyros scalariformis
  - Diospyros senensis
  - Diospyros soubreana
  - Diospyros squarrosa
  - Diospyros styraciformis
  - Diospyros sumatrana
  - Diospyros tahanensis
  - Diospyros tetrandra
  - Diospyros tetrasperma
  - Diospyros texana
  - Diospyros toposia
  - Diospyros transitoria
  - Diospyros umbrosa
  - Diospyros undulata
  - Diospyros veillonii
  - Diospyros venosa
  - Diospyros vestita
  - Diospyros vieillardii
  - Diospyros virginiana
  - Diospyros viridicans
  - Diospyros wallichii
  - Diospyros whyteana
  - Diospyros yaouhensis
  - Diospyros yatesiana
  - Diospyros zenkeri
- genre Euclea
  - Euclea crispa
  - Euclea divinorum
  - Euclea natalensis
  - Euclea pseudebenus
  - Euclea racemosa
  - Euclea schimperi
  - Euclea tomentosa
  - Euclea undulata
- genre Lissocarpa
  - Lissocarpa benthamii
  - Lissocarpa guianensis
  - Lissocarpa kating
  - Lissocarpa ronliesneri
  - Lissocarpa tetramera
- genre Maba
  - Maba magnifolia
  - Maba myriophylla
  - Maba tropophylla
- genre Royena
  - Royena cordata
  - Royena glabra
  - Royena lucida
  - Royena lycioides
- genre Tetraclis
  - Tetraclis baroni